# Blijde Boodschapkerk (Kerkrade)
De Blijde Boodschapkerk is een kerkgebouw in Kerkrade in de Nederlandse provincie Limburg. De kerk staat aan de rand van de woonwijk Rolduckerveld aan de Directeur Van der Mühlenlaan op zo'n 100 meter westelijk van het Berenbos. Voor de kerk ligt een plein.
De kerk is gewijd aan de Blijde Boodschap.

## Geschiedenis
In 1963 werd de parochie opgericht. Tot aan de voltooiing van de nieuwe kerk gebruikte men een noodkerk gelegen aan de Zonstraat.
Op 9 januari 1965 werd de nieuwe kerk ingewijd. De kerk had 760 zitplaatsen en was gebouwd naar het ontwerp van Eugène Hoen.
Op 26 februari 2012 werd de kerk aan de eredienst onttrokken.

## Opbouw
Het georiënteerde rechthoekig gebouw is een zaalkerk opgetrokken in breuksteen met een zijbeuk aan de zuidzijde, een apsis en een toren. De noordwand is geheel uitgevoerd in glas in lood naar een ontwerp van de kunstenaar Jérôme Goffin. Het Apocalyptisch tafereel is van de hand van kunstenaar Frans Gast.